# Вопрос о «Бристоле»

Передовица датской «Рабочей газеты» с заголовком «Троцкий разоблачён: „Бристоль“ существует!» (1937)

Вопрос о «Бристоле» — проблема, возникшая в связи с показаниями Эдуарда Гольцмана на Первом московском процессе о встрече со Львом Троцким в Копенгагене — по словам Гольцмана, до контакта с бывшим наркомом он встретился с его сыном, Львом Седовым, в холле гостиницы «Бристоль». Это заявление Гольцмана было впоследствии опровергнуто как самим Троцким, так и Седовым на заседаниях Комиссии Дьюи. Возникшее таким образом расхождение в показаниях использовалось рядом историков в качестве важного доказательства фальсификаций, имевших место во время Московских процессов 1936—1938 годов; ложность опровержения Троцкого доказывалась другими исследователями.

## История вопроса

### Показания Гольцмана и мнение прессы
В августе 1936 года, во время Первого московского процесса, подсудимый Эдуард Гольцман заявил, что получал инструкции об «устранении» Иосифа Сталина от Льва Троцкого во время встречи с последним в Копенгагене в ноябре 1932 года — местом первоначальной встречи был «холл гостиницы „Бристоль“», расположенный вблизи копенгагенского железнодорожного вокзала, в котором Гольцмана ожидал сын и помощник Троцкого, Лев Седов.
|  | Я договорился с Седовым, что буду в Копенгагене в течение двух-трех дней, что остановлюсь в отеле «Бристоль» и встречусь с ним там. Я пошел в гостиницу прямо с вокзала и в холле встретил Седова. Около 10 утра мы отправились к Троцкому. |

Через неделю после того как смертный приговор Гольцману был приведён в исполнение, в датской ежедневной газете «Социал-демократ» (дат. Social-Demokraten) появилась небольшая статья, опубликованная на первой полосе, в которой говорилось, что отель «Бристоль» в Копенгагене был закрыт в 1917 году и никогда не открывался снова.
29 января 1937 года в печатном органе коммунистической партии Дании — «Рабочей газете» (дат. Arbejderbladet) — был опубликован критический ответ на статью в «Социал-демократе»: в нём утверждалось, что в 1932 году рядом с вокзалом в Копенгагене располагался «Гранд-отель» (дат. Grand Hotel), имевший общий холл — то есть напрямую соединённый — с кафе-кондитерской «Бристоль» (дат. Konditori Bristol) — в подтверждение приводилась схема первого этажа здания и фотография, сделанная в 1937 году. Данная фотография была перепечатана в нью-йоркском журнале «Советская Россия сегодня» (англ. Soviet Russia Today), издаваемом организацией «Друзья Советской России».

### Опровержение Троцкого и свидетелей
Два других заявленных участника встречи в Копенгагене — Троцкий и Седов — во время дачи показаний Комиссии Дьюи утверждали, что контакта с Гольцманом у них никогда не было. Причём вопрос о «Бристоле» получил особое внимание: адвокат Троцкого Альберт Гольдман утверждал даже, что фотография в «Советской России…» была подделана с целью создать видимость наличия отеля «Бристоль» в датской столице в 1932 году. Кроме того, комиссии были предъявлены письменные показания Б. Дж. Фильда и его жены, сопровождавших Троцкого во время его поездки в Копенгаген, в которых утверждалось, что семейная пара действительно останавливалась в «Гранд-отеле» и даже покупала конфеты в кондитерской «Бристоль», но что эти объекты не имеют общего холла — они отделены друг от друга несколькими домами.
В июле 1937 года сам Лев Троцкий опубликовал статью, в которой обращал внимание на путаность советской версии событий.

## Критика
Вопрос о «Бристоле» использовался множеством историков как пример фальсификаций, применявшихся «сталинским режимом» для уничтожения своих политических противников — а игнорирование «опровержения» факта встречи в «Бристоле» ставилось в вину «апологетам сталинизма». Выдвигалась даже версия, что «ошибка» в показаниях Гольцмана возникла, поскольку в НКВД СССР попросту перепутали норвежский Осло и датский Копенгаген.
|  | Было доказано, что [отель «Бристоль»] не существовал с 1917 года… |

В 2008 году шведский исследователь Свен-Эрик Холмстром (швед. Sven-Eric Holmström) опубликовал детальное расследование по вопросу о существовании «гостиницы „Бристоль“». Используя телефонные справочники и карты Копенгагена за 1932—1937 годы, а также фотографии из городского музея, он опроверг показания семьи Фильдов — Холмстром, сделав вывод, что на момент предполагаемой встречи Седова и Гольцмана «Гранд-отель» и кондитерская «Бристоль» располагались по одному адресу и даже были в собственности одной семьи. К 1937 году кафе переехало на другой адрес и действительно стало находиться в нескольких домах от гостиницы — что и было зафиксировано на соответствующей фотографии.
По версии Холмстрома, сошедшему с ночного поезда и не знакомому с Копенгагеном Гольцману ничего не стоило перепутать название отеля, поскольку единственная крупная вывеска над домом и входом гласила как раз «Бристоль». Кроме того, шведский исследователь обращал внимание на нестыковки в показаниях Троцкого и Седова: в то время как первый отрицал какие бы то ни было контакты с Гольцманом (включая непрямые), второй говорил о своей встрече с Гольцманом в Берлине. Архив Троцкого, открытый в 1980 году, подтверждал, что как минимум берлинская встреча Гольцмана с Седовым имела место. О контактах Троцкого в 1930-х годах с другими подсудимыми Первого московского процесса писал и профессор Арч Гетти.
Версия Холмстрома вызвала ответную реакцию со стороны других авторов: как установленный факт её перепечатали Гровер Ферр и Керри Болтон, а также Московский городской комитет КПРФ; с ней категорически не согласился троцкист Майк Джонс.